# Anders Österling
Anders Johan Österling (født 13. april 1884 i Helsingborg, død 13. december 1981 i Stockholm) var en svensk forfatter.
Österling blev student i Lund 1904 og i 1914 licentiat. Fra 1909—19 var han ansat ved universitetsbiblioteket. Allerede i sit rusår udgav han sin digtsamling Preludier, som vakte megen interesse på grund af sin nye tone, og den blev fulgt op af Offerkransar (1905), dramaet Nattens röster (1906), Hälsningar, Årets visor (begge fra 1907). 
Fra digtsamlingen Blommande träd (1910) over Facklor i stormen (1913) indtil Sånger i krig (1917) spores en trang til at gribe dybere ned i virkeligheden, og der opstår et tungsind, som er fremmed for hans første digtning, og som heller ikke senere har sat spor i hans produktion, der kan siges at indledes med den henrivende Idyllernas bok (1917) og Jordens heder (1927).
Österling havde i flere år været medarbejder ved "Göteborgs Handels- och Sjöfartstidning", men i 1919 flyttede han til Stockholm, da han blev knyttet til "Svenska Dagbladet" og indvalgtes i Svenska Akademien. Dagens gärning I—II (1919—26) giver et fyldigt udvalg af hans aviskronikker i begge aviser, hvorimod han i Människor och landskap (1910), Tidsstämningar, Levant. Skildringar från en medelhavsresa (1924) har givet større litterære essays og rejseminder, og i Nicolovius (Nils Lovén) och Söderslätt, har var en skildring af skånsk præstegårdsliv (1925). Om de svenske digtere Karl Alfred Melin og Carl August Hagberg har han udgivet monografier 1920 og 1921, og i de sidste år har han enten personlig eller ved andre bidraget til den svenske oversættelseslitteratur med forskellige af de ældre eller nutidige forfatteres bedste værker. Hans Valda dikter udkom 1914 og 1919, hans Samlade dikter, 1—6, i 1925.